# Clam Harbour Beach Provincial Park
Clam Harbour Beach Provincial Park är en park i Kanada.   Den ligger i provinsen Nova Scotia, i den östra delen av landet, 1 000 km öster om huvudstaden Ottawa. Clam Harbour Beach Provincial Park ligger 13 meter över havet.
Terrängen runt Clam Harbour Beach Provincial Park är platt. Havet är nära Clam Harbour Beach Provincial Park söderut. Trakten är glest befolkad. 